# Cascina Biscia
La Cascina Biscia (Cassina Bissa in dialetto locale), è una cascina a corte della città metropolitana di Milano, tra i comuni di Cesate e di Garbagnate Milanese. 
Il complesso si articola in due cortili adiacenti: uno più grande a nord (sotto amministrazione cesatese) e uno più piccolo a sud (sotto amministrazione garbagnatese). 

## Storia
Pare che in origine il nome Biscia non indicasse una località abitata ma una zona agricola a sud-est di Cesate, caratterizzata dalla presenza di un boschetto di castagni chiamato, per l'appunto, Biscia.
Il primo documento in cui viene menzionata questa zona è un atto notarile datato 8 agosto 1651 in cui il notaio Andrea Centinelli documenta il possesso preso dal Luogo Pio della Stella di tutti li beni posti nel luogo e territorio di Cesate unitamente alle possessioni dette la Biscia e la Bariola (...) in vigore dell'Eredità lasciata da Gio. Andrea Caravaggio al predetto Pio Luogo.
Infatti, nel 1644, con la morte senza eredi di Giovanni Andrea Caravaggio (il figlio Paolo Antonio era morto qualche mese prima di lui) i beni agricoli ed immobili che possedeva in Cesate furono lasciati in eredità a un orfanotrofio milanese, il Luogo Pio della Stella, che li amministrò fino al 1920. Dall'atto notarile del Centinelli si viene a sapere che il Luogo Pio pagasse per i terreni della Biscia un livello di 25 lire annue al monastero di Santa Maria Maddalena al Teschio di Milano e, a titolo di decima, moggia tre di grani alla Colleggiata di San Martino di Bollate.
Agli inizi del XVIII secolo Francesco Gozzi (che nel 1715 aveva ottenuto in feudo il territorio di Cesate) dispose l'abbattimento di una parte del boschetto per la costruzione di una cava di laterizi utili all'edilizia locale. Con la cava furono costruiti anche i primi tre nuclei dell'attuale cascina che venne chiamata Cassina della Bicia e che compare per la prima volta nel Catasto Teresiano.
La cava di laterizi continuò a svolgere la propria funzione fino alla chiusura nel 1915, mentre il boschetto che aveva dato il nome alla località fu in gran parte abbattuto con l'espansione del centro urbano di Cesate nel XX secolo e oggi sopravvive solo in un piccolo punto (tra le vie Manzoni e Petrarca).
Con i diversi lavori di ristrutturazione, portati avanti dagli anni '80 in poi, la Cascina Biscia ha perso quasi completamente l'aspetto originario, eccetto che in alcuni punti in cui conserva ancora il tipico assetto dell'architettura rurale lombarda (i due portici e due edifici, un tempo adibiti a stalle e oggi depositi).
Ad oggi non è più una cascina isolata dal resto del centro urbano cesatese ma risulta essere completamente conurbata con esso. Il toponimo Biscia è oggi utilizzato più che altro per indicare tutto il quartiere di Cesate che si estende a sud delle Ferrovie Nord Milano e non solo il complesso architettonico.
A sud della Biscia è ancora presente u a vasta area destinata alle attività agricole, con aziende agricole, campi e boschetti, che la separa dal centro urbano di Garbagnate Milanese.